# Шпротава (город)
Шпротава (пол. Szprotawa), Шпроттау (нем. Sprottau) — город в Польше, входит в Любушское воеводство, Жаганьский повят. Занимает площадь 10,94 км². Население 12 648 человек (на 2004 год).

## Галерея

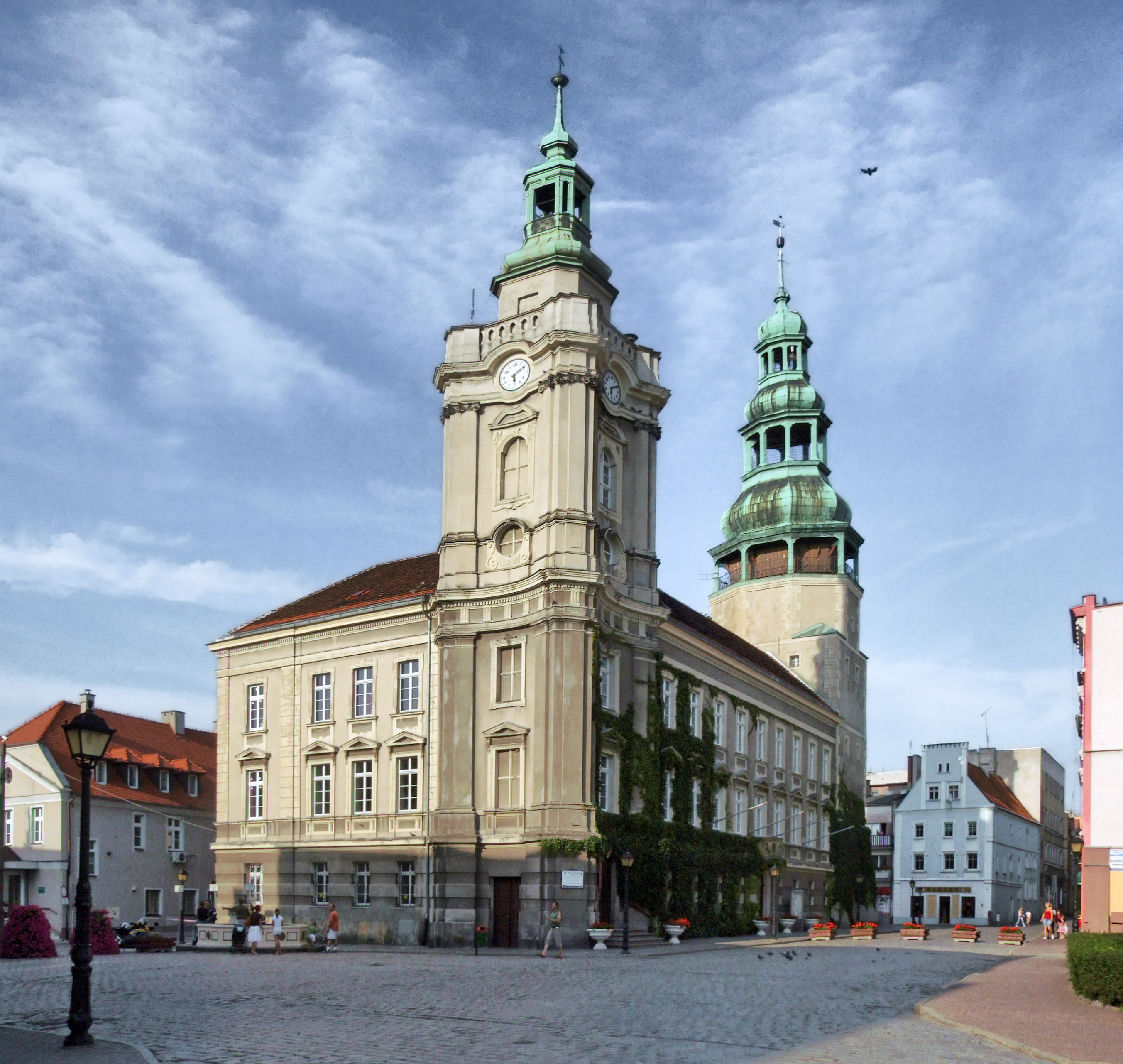
Ратуша
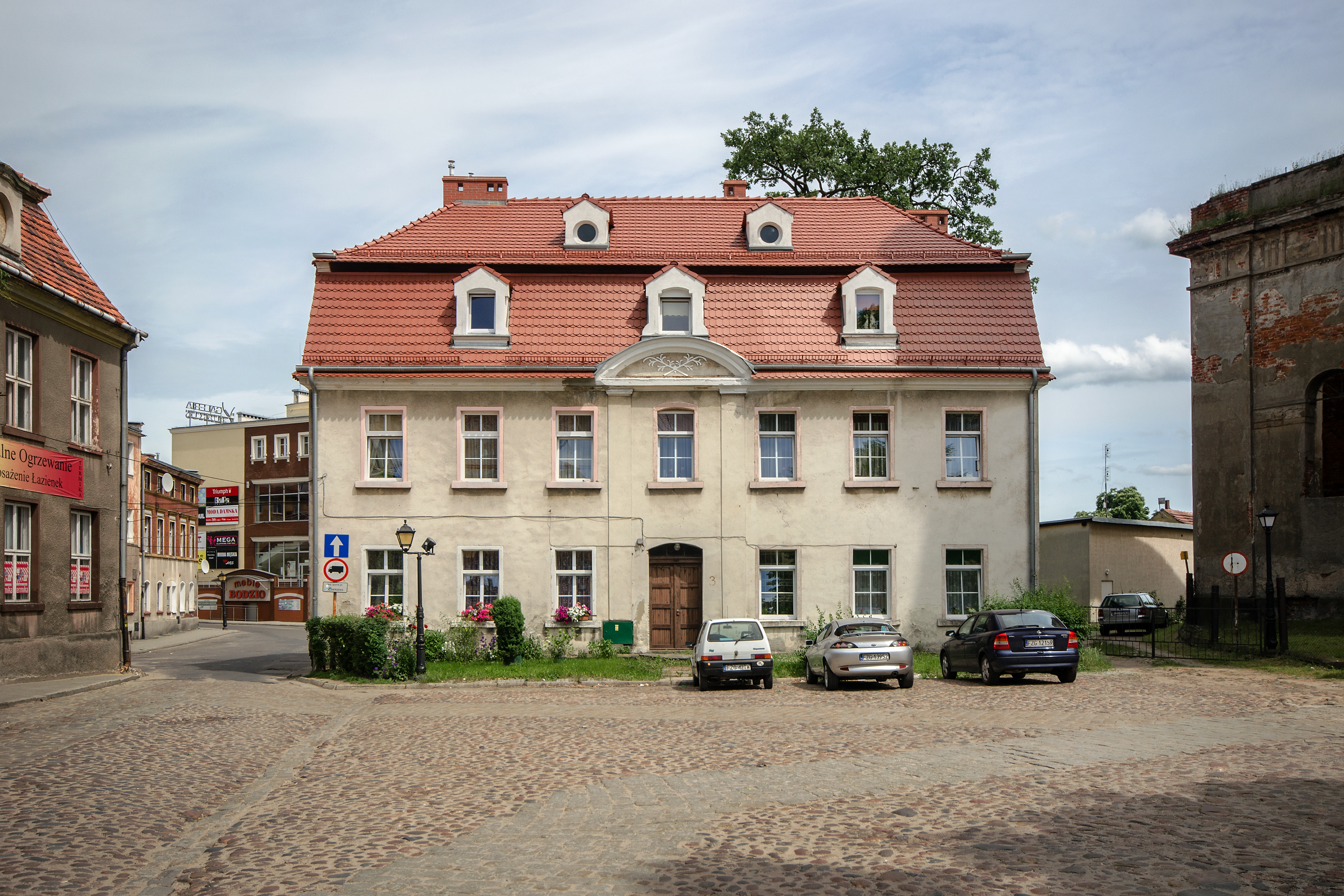
Старинный дом
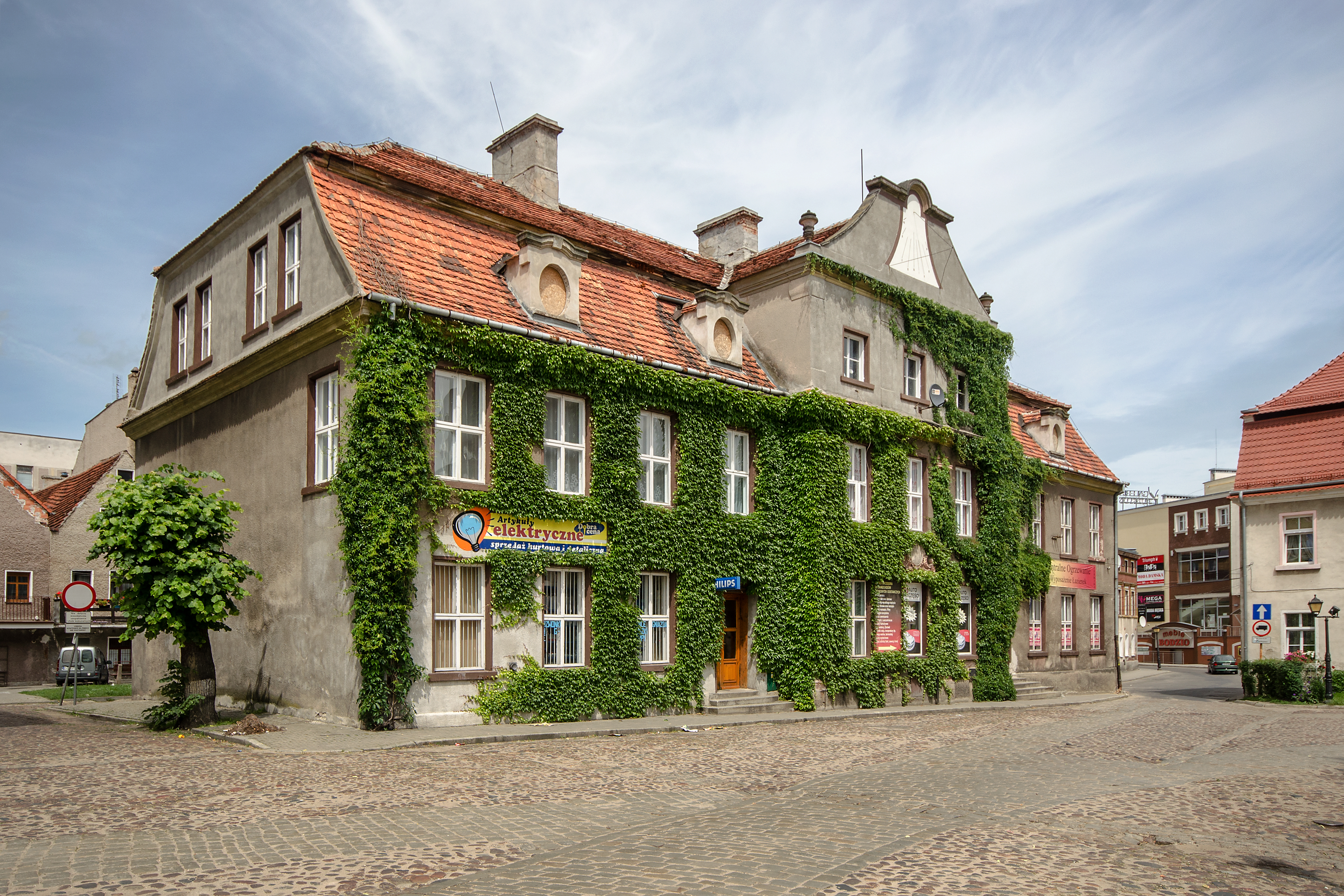
Старинный дом
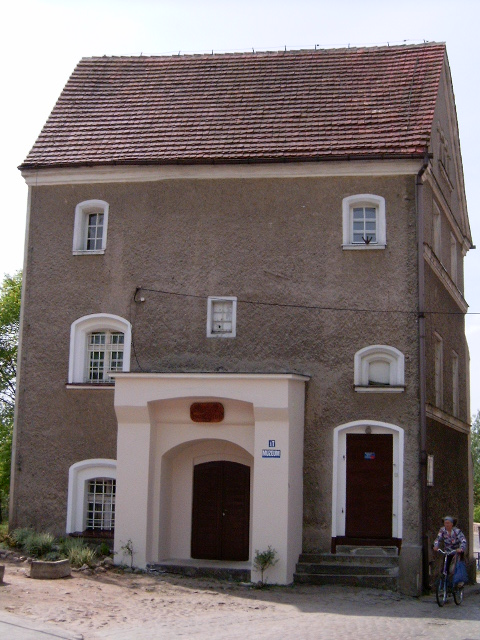
Музей
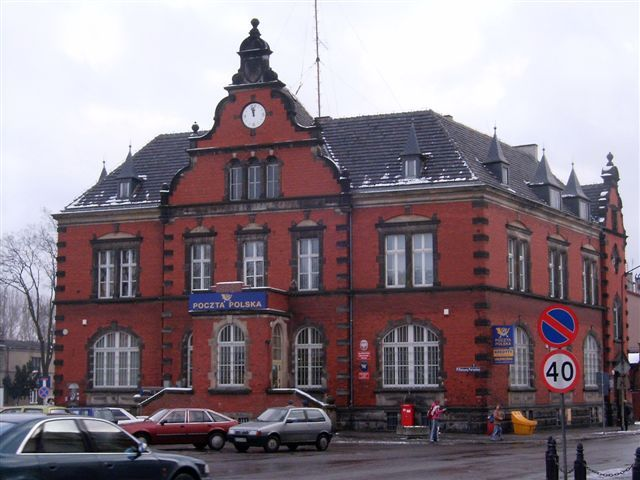
Почта
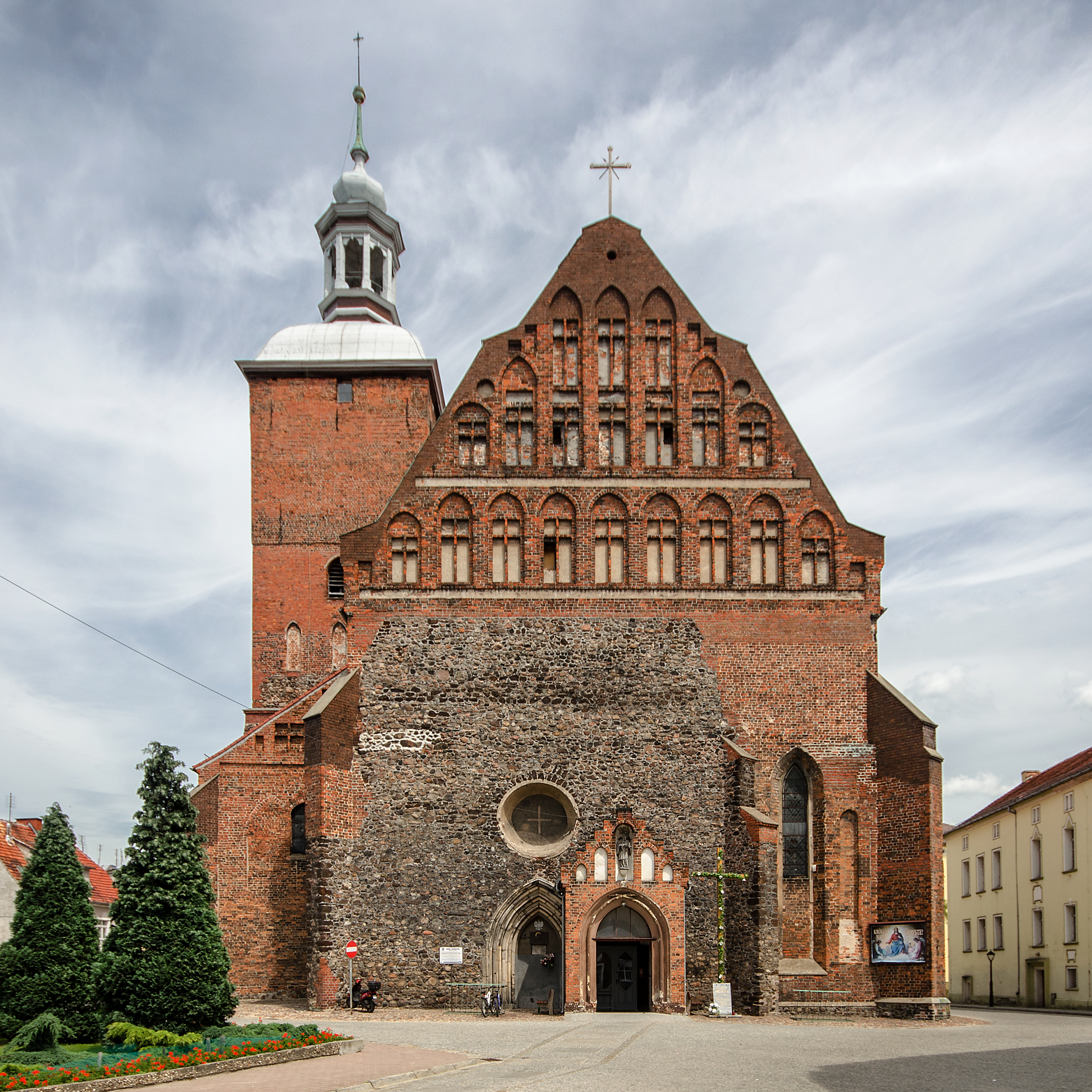
Церковь Успения Пресв. Богородицы
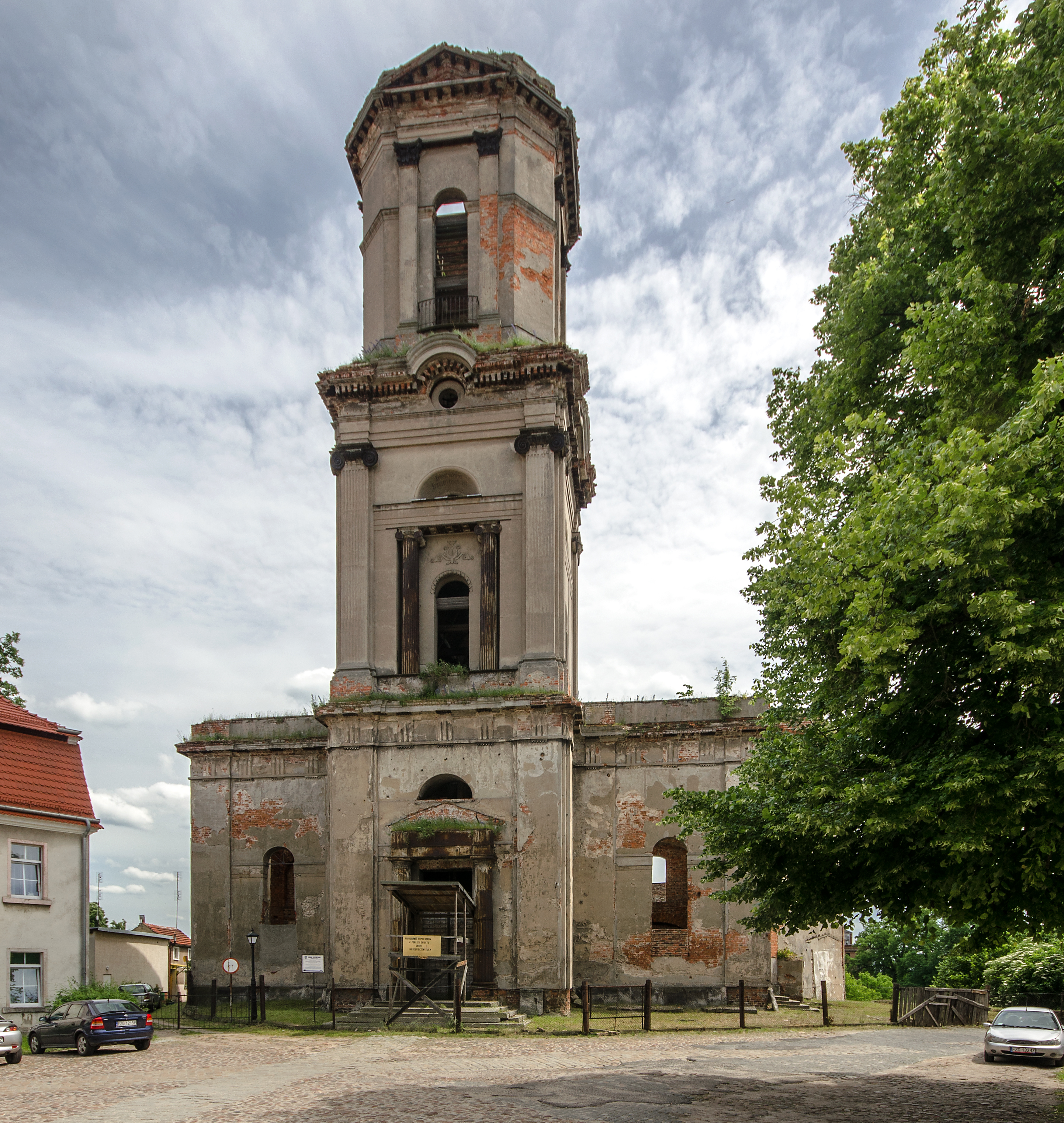
Руины Лютеранской церкви
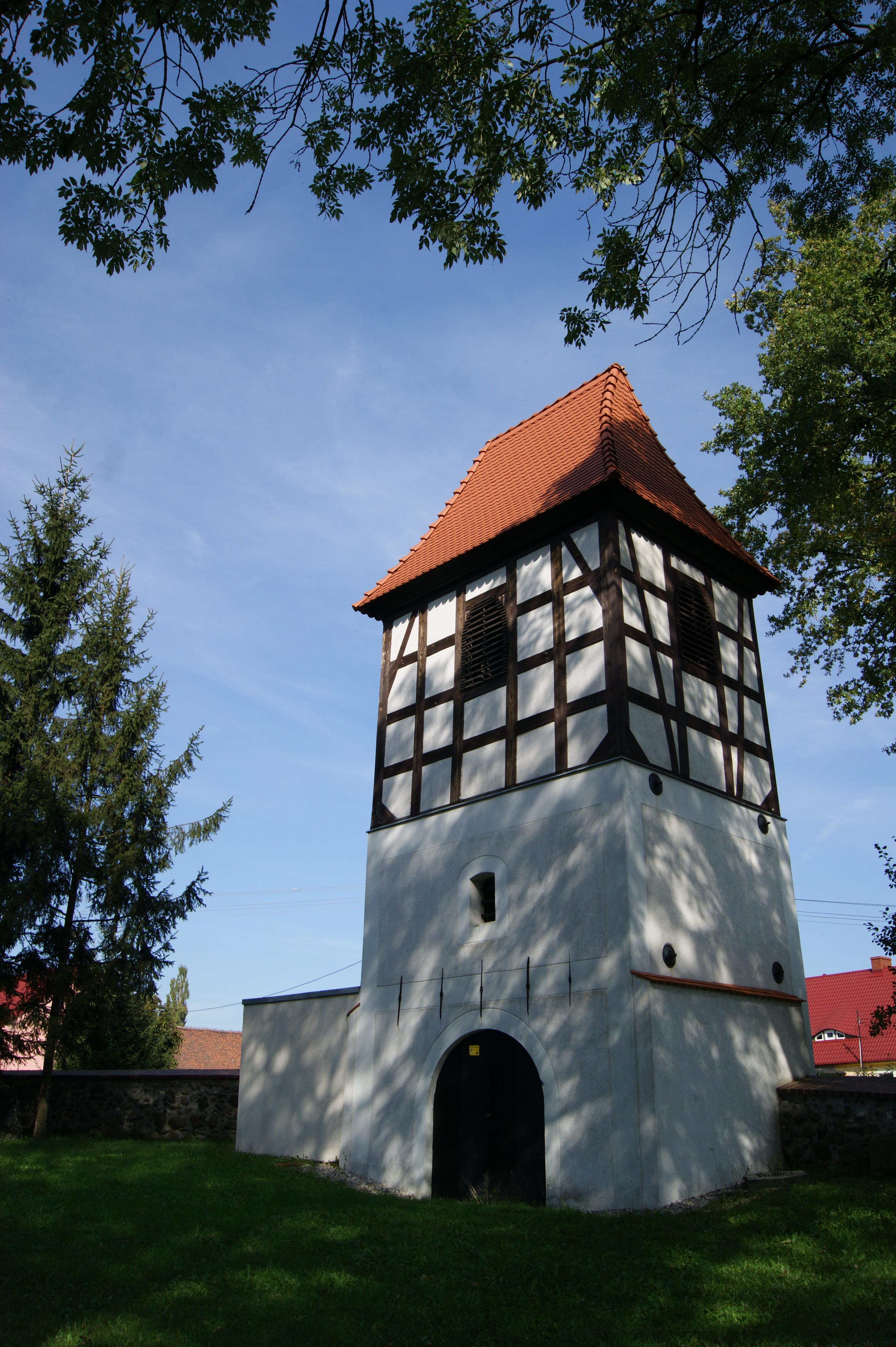
Колокольня церкви Св. Андрея
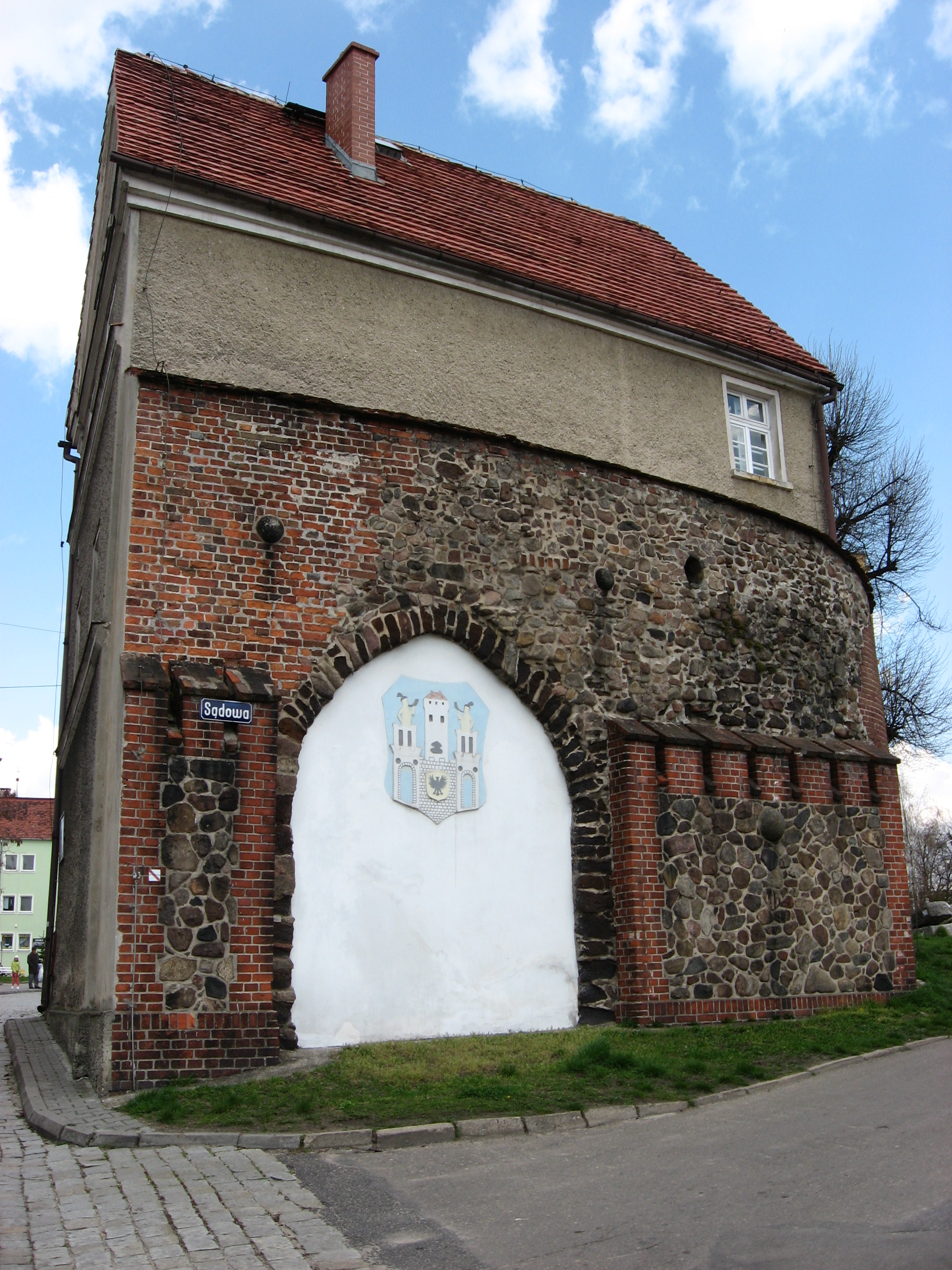
Саганерские ворота
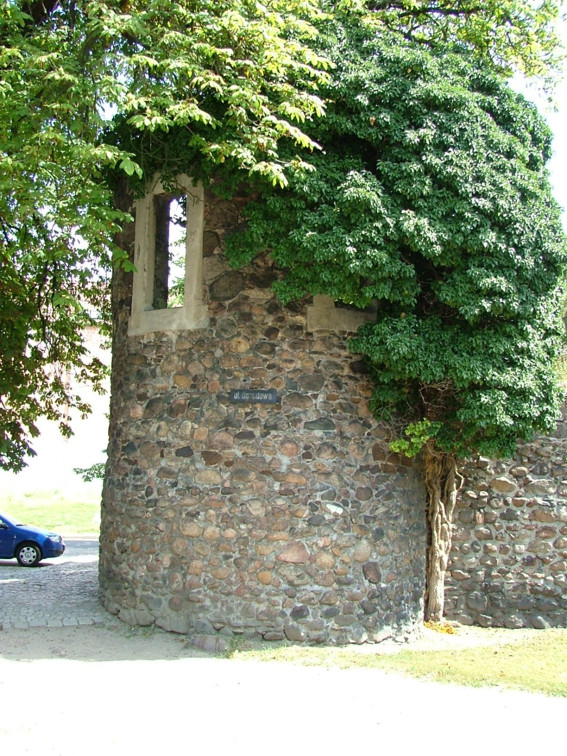
Башня
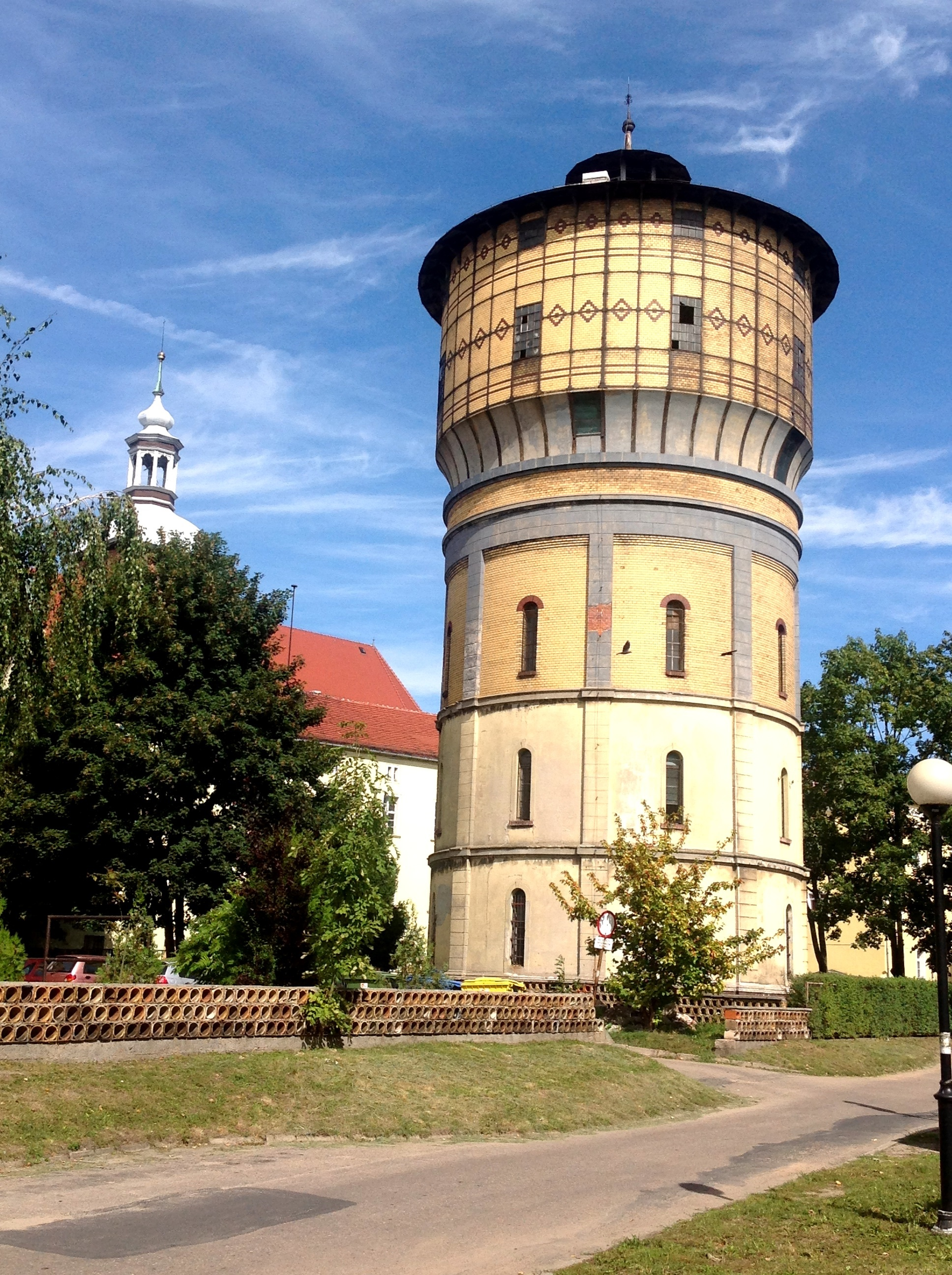
Водонапорная башня